# Трифунович, Милош (футболист)
Ми́лош Трифу́нович (серб. Милош Трифуновић; 15 октября 1984, Белград, СФРЮ) — сербский футболист, нападающий.

## Карьера
Милош Трифунович выступал за молодёжные команды: «Црвена Звезда», «Бежания», «Земун», а после стал игроком основного состава, играя за «Белград».
В 2004 году перешёл в черногорский клуб «Единство» из города Биело-Поле. Весной 2006 года некоторое время играл в Швеции за «Хальмстад». После этого вновь вернулся в Сербию, где выступал за «Борац». В «Бораце» провёл шесть месяцев, затем был отдан в аренду клубу «Явор», который по окончании сезона заключил с игроком полноценный контракт.
30 декабря 2009 г. подписал контракт с клубом «Црвена Звезда» и в сезоне 2009/10 стал выступать за эту команду под номером 11. Сезон 2011 года провел в аренде в узбекском клубе «Бунёдкор», стал лучшим бомбардиром чемпионата Узбекистана 2011 с 17 мячами.
В январе 2012 года подписал контракт с китайским клубом Суперлиги «Ляонин Хувин». Контракт был рассчитан на год с возможностью продления ещё на два года. На трансфер и зарплату игрока китайская команда потратила рекордную для себя сумму в 1,5 млн евро.
В 2014 году перешёл в казахстанский ФК «Атырау» из премьер-лиги своей страны. За полтора сезона провел в чемпионате 32 матча, в которых забил 13 голов (семь — с пенальти). В сезоне 2014 Трифунович занял второе место в списке лучших бомбардиров чемпионата.
С июля 2015 по сентябрь 2015 играл за клуб «Раднички» (Ниш) из сербской Суперлиги. Забил два гола в семи играх. С октября 2015 по март 2016 играл за австралийский клуб «Ньюкасл Юнайтед Джетс» из города Ньюкасл (штат Новый Южный Уэльс), выступающий в A-лиге. забил 9 голов в 22 играх. С апреля 2016 подписал контракт с казахстанским клубом «Ордабасы» из Шымкента. Через 2 месяца, 8 июня 2016 года, Трифунович покинул «Ордабасы» по обоюдному согласию.
Через месяц Трифунович подписал двухлетний контракт с сербской командой «Воеводина».
После короткого нахождения в составе футбольного клуба «Радник» в начале 2017 года, летом того же года Трифунович перешел в «Младост».
В июле 2018 года перешел в «АГМК».
В январе 2019 года Трифунович перешел в белградский «Рад» в качестве свободного агента.
1 июля 2020 года Милош Трифунович завершил игровую карьеру.

## Достижения

### Командные
Црвена Звезда
- Обладатель Кубка Сербии (1): 2009/10

Бунёдкор
- Чемпион Узбекистана (1): 2011

### Личные
- Лучший бомбардир чемпионата Узбекистана по футболу (1): 2011
- Сборная лучших футболистов чемпионата Узбекистана (1): 2011